# Akaflieg Berlin B12
Die Akaflieg Berlin B12 Airlift ist ein zweisitziges Segelflugzeug der Akademischen Fliegergruppe der Technischen Universität Berlin mit einer Spannweite von 18,20 Metern und Wölbklappen.
Der Erstflug mit Kreuzleitwerk fand am 27. Juli 1977 statt, ein erneuter nach Umbau auf ein T-Leitwerk am 11. August 1987.
Der Segelflug-Index beträgt 106, das Luftfahrzeugkennzeichen D-7612 und das Wettbewerbskennzeichen CB.

## Geschichte und Konstruktion
Ursprünglich war für das Doppelsitzer-Projekt ein Rumpf in Stahlrohrfachwerkbauweise mit auswechselbaren GFK-Rumpfbootschalen zur Untersuchung der aerodynamischen Effekte der äußeren Kontur und eine selbstentwickelte Tragfläche mit 22 Metern Spannweite vorgesehen.
Der schließlich gebaute Entwurf vom Anfang der 1970er Jahre zielte auf eine Minimierung des Luftwiderstandes des Rumpfes. Die Rumpfform wurde aus einem am Institut für Luftfahrzeugbau der TU Berlin entwickelten strömungsgünstigen Rotationskörper abgeleitet, wobei dessen Längsachse geknickt und ein doppelelliptischer Querschnitt gewählt wurde. Der Rumpf ist im Bereich der Tragflächen stark eingeschnürt. Um den Aufwand des studentischen Projektes zu begrenzen, wurden die Tragflächen des parallel in Entwicklung befindlichen Schempp-Hirth Janus leicht angepasst verwendet. Den Rumpf bildet eine tragende GFK-Schale in Positivbauweise mit großer einteiliger Acrylglashaube. Die anfangs durch einen Elektromotor bewegte GFK-Fahrwerksschwinge hat einen sehr großen Schwenkbereich. Das ausgefahrene Rad liegt vor dem Flugzeugschwerpunkt, um auf ein Bugrad verzichten zu können.

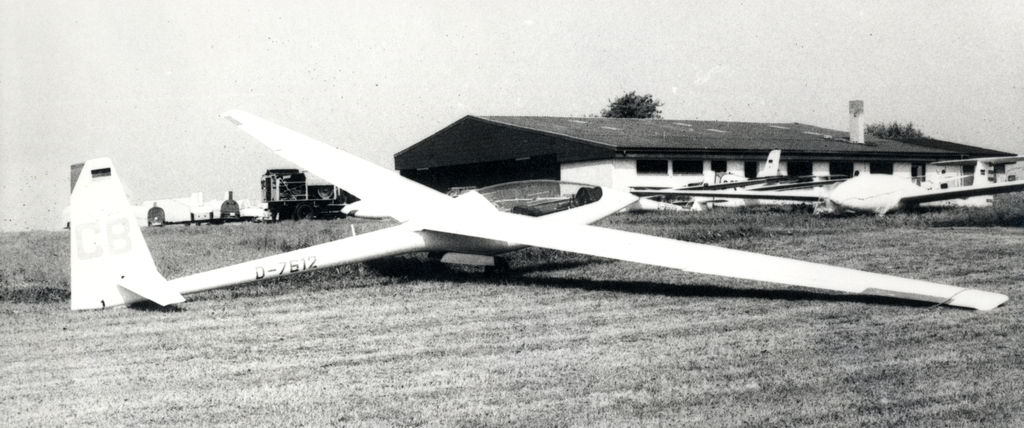
B12 mit Kreuzleitwerk

Das Flugzeug flog erstmals am 27. Juli 1977 in Ehlershausen mit einem Kreuzleitwerk in GFK-Vollsandwichbauweise. Dessen Höhenleitwerk hatte ein sehr dünnes NACA-Profil und aus Kohlenstofffasern gezogene Holmstege, das 1,80 Meter hohe Seitenleitwerk das speziell entworfene Wortmann FX 71-L-150/30 zum Profil. Im Rahmen einer Flugveranstaltung auf dem Flughafen Tempelhof wurde die B12 am 1. Oktober 1977 auf den Namen „Airlift“ getauft. Im August 1978 wurde auf dem Sommertreffen der Idaflieg auf dem Flugplatz Aalen-Elchingen die Flugleistung des Flugzeuges im Vergleichsflug mit dem Referenzflugzeug des DLR, einem Schempp-Hirth Cirrus B, bestimmt.
Nach einem Verkehrsunfall im Sommer 1986, bei dem dieses Leitwerk zerstört wurde, wurde das Flugzeug mit einem neuen Seitenleitwerk aus den Formen der gerade entstehenden B13 versehen und das gedämpfte Höhenleitwerk mit der Kontur der Glasflügel 604 nach oben gesetzt montiert. Die erneute Flugerprobung begann am 11. August 1987 beim Sommertreffen der Interessengemeinschaft deutscher akademischer Fliegergruppen (Idaflieg) in Elchingen. Dort erfolgte auch eine erneute Leistungsmessung – diesmal im Vergleich zur DG-300/17 des DLR.
Bei einer Außenlandung am ersten Wertungstag des Prototypenvergleichsfliegen der Idaflieg 2012 in Kammermark wurde das Flugzeug erheblich beschädigt, so dass es unter Neubau von Leitwerk und Fahrwerksschwinge umfangreich repariert werden musste.

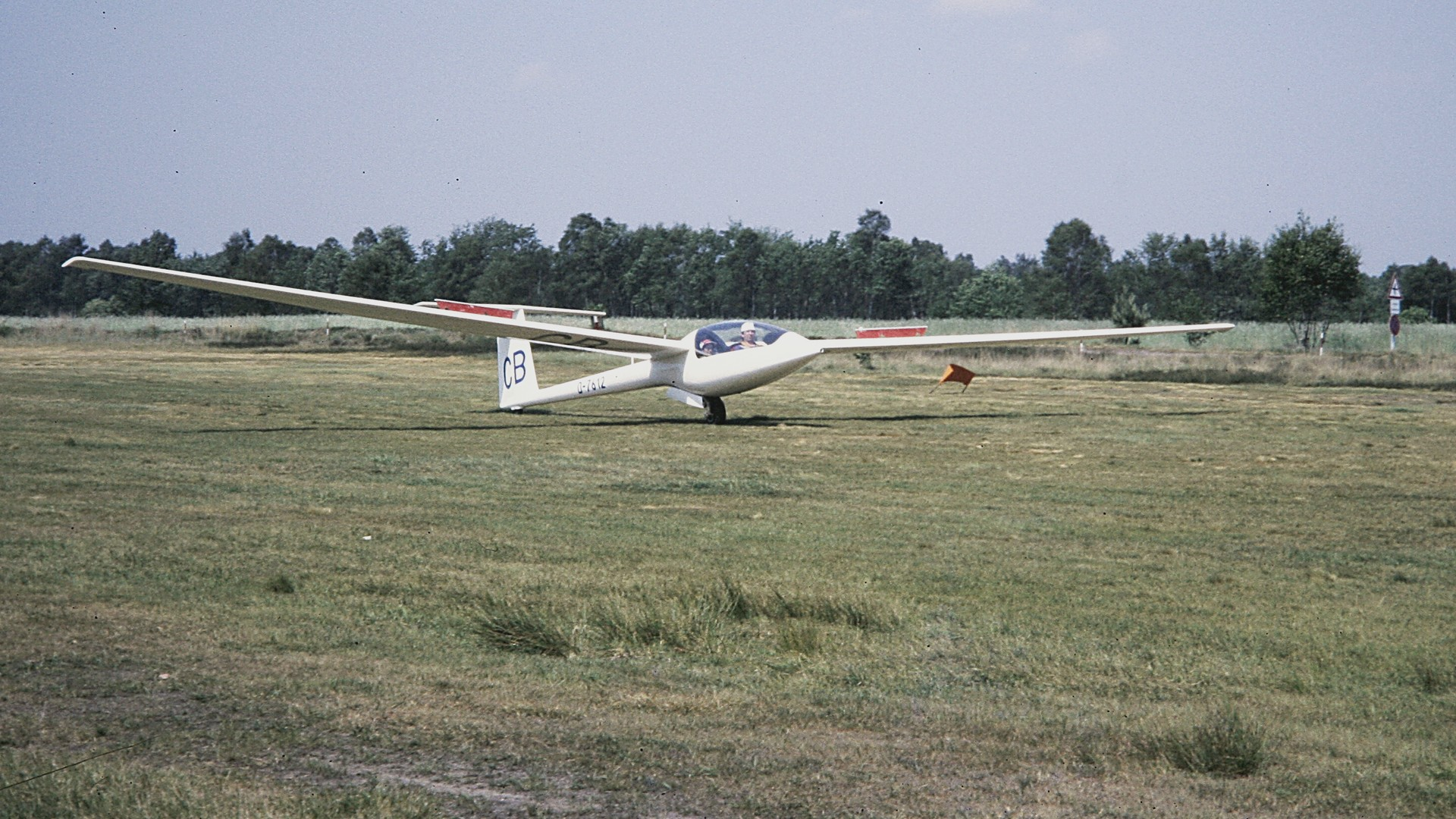
B12 mit T-Leitwerk (ab 1987)

## Technische Daten
| Kenngröße                       | B12 mit T-Leitwerk                  |
| ------------------------------- | ----------------------------------- |
| Besatzung                       | 1 + 1 (Doppelsteuer)                |
| Länge                           | 8,67 m                              |
| Spannweite                      | 18,20 m                             |
| Höhe                            | 1,79 m                              |
| Flügelfläche                    | 16,58 m²                            |
| Flügelstreckung                 | 19,97                               |
| Flächenbelastung                | 37,40 kg/m²                         |
| Flügelprofil                    | FX 67-K-170 innen FX 67-K-150 außen |
| Zuladung                        |                                     |
| Leermasse                       | 438 kg                              |
| max. Startmasse                 | 620 kg                              |
| Gleitzahl                       | 40,5 bei 110 km/h                   |
| Geringstes Sinken               | 0,68 m/s bei 90 km/h                |
| zulässige Höchstgeschwindigkeit | 250 km/h                            |
| Mindestgeschwindigkeit          | 73 km/h                             |

## Trivia
Der Bau des Flugzeuges verzögerte sich durch einen durch die britische Kommandantur verhängten Baustopp, da nach Besatzungsrecht keine Segelflugzeuge in Berlin gebaut werden durften.

## Vergleichbare Typen
- Schempp-Hirth Janus B